# Deemed university

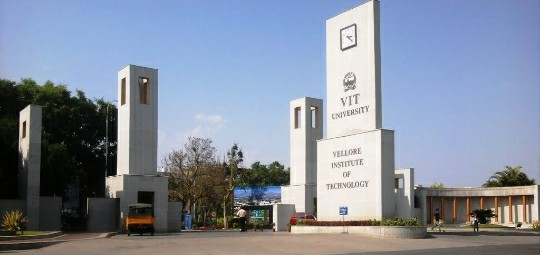
VIT Vellore - proeminente deemed university privada na Índia

Na Índia, uma deemed university ("universidade considerada") ou deemed-to-be-university é uma designação concedida a instituições de ensino superior na Índia pelo Ministério da Educação. De acordo com a definição do ministério, a designação indica “uma instituição de ensino superior, que não seja universidade, que trabalha com padrões muito elevados numa área específica de estudo” e a designação concede “o estatuto acadêmico e os privilégios de uma universidade”.

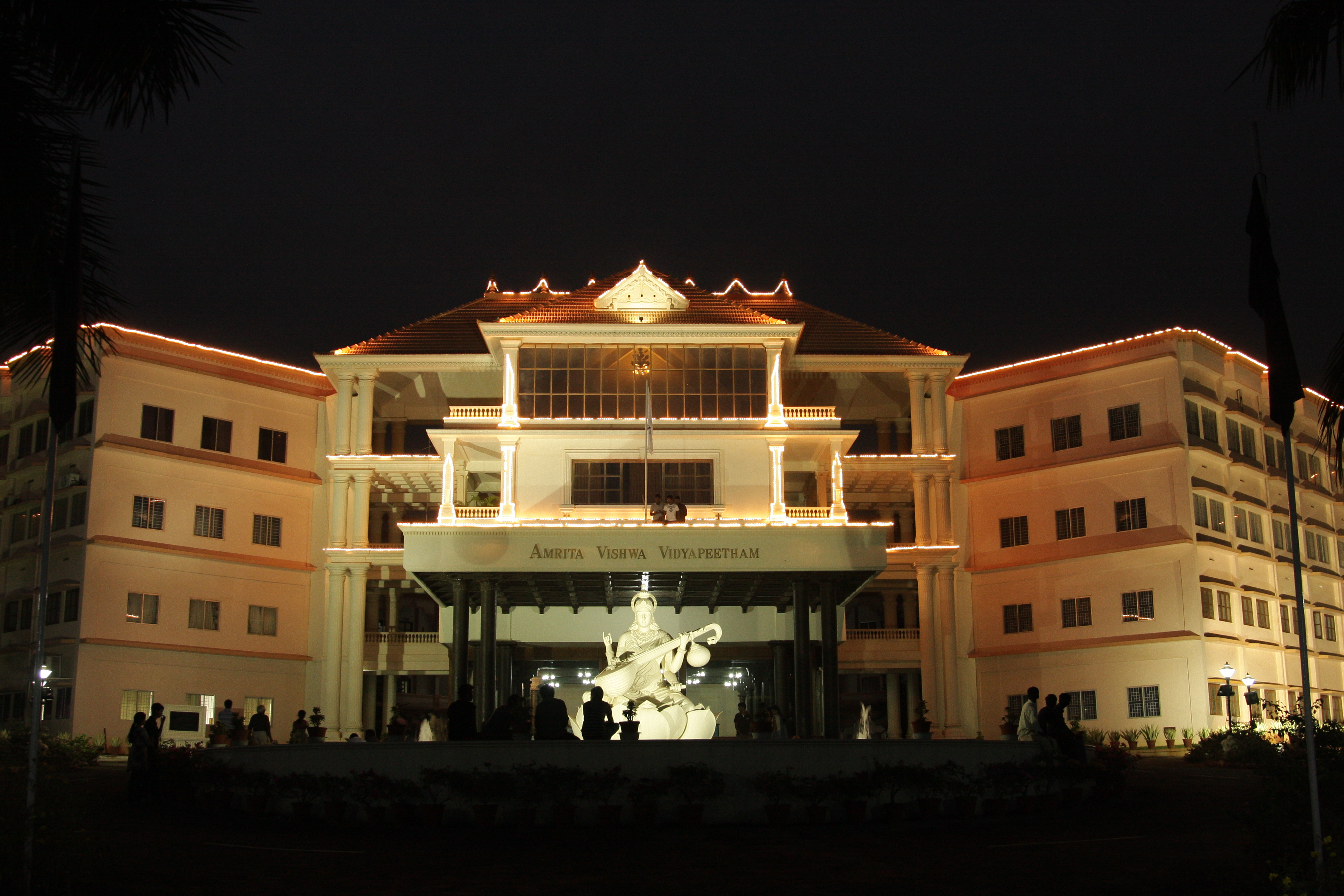
Amrita Vishwa Vidyapeetham - proeminente deemed university na Índia

O sistema de ensino superior na Índia inclui universidades públicas e privadas. As universidades públicas são apoiadas pelo governo da Índia e pelos governos estaduais, enquanto as universidades privadas são apoiadas principalmente por vários órgãos e sociedades. As universidades na Índia são reconhecidas pela University Grants Commission, que retira seu poder da University Grants Commission Act de 1956. Além disso, são estabelecidos 15 Conselhos Profissionais, controlando diferentes aspectos de designação e coordenação. O status de deemed university permite total autonomia em cursos, currículos, admissões e taxas. Em 30 de novembro de 2021, a UGC lista 126 institutos aos quais foi concedido o status de universidade". De acordo com esta lista, o primeiro instituto a receber o status de universidade foi o Instituto Indiano de Ciências, que recebeu esse status em 12 de maio de 1958. O estado com o maior número de deemed universities é Tamil Nadu, com 28 universidades com status de deemed.